# Estádio de Port-Gentil
O Estádio de Port-Gentil (em francês: Stade de Port-Gentil) é um estádio multiuso localizado na cidade de Port-Gentil, no Gabão. Inaugurado oficialmente em 9 de janeiro de 2017, é a casa onde o Port-Gentil Football Club manda seus jogos oficiais. Esporadicamente, a Seleção Gabonense de Futebol também manda ali partidas amistosas e oficiais disputadas. Sua capacidade máxima é de 20 200 espectadores.
O estádio foi uma das sedes oficiais do Campeonato Africano das Nações de 2017, tendo abrigado jogos da fase de grupos, uma partida das quartas-de-final e a decisão pelo 3º lugar, disputada entre as seleções de Burquina Fasso e Gana, que terminou com a vitória burquinense por 1–0.